# Сражение при Гроцке
Сражение при Гроцке (нем. Schlacht bei Grocka) — решающее сражение австро-турецкой войны 1737-1739 г.г., произошедшее под Белградом 22 июля 1739 года между австрийской и турецкой армиями.
В 1739 году Карл VI приказал своим войскам разбить армию султана на Балканах. Командование над войсками Габсбургов принял имперский наместник в Сербии Георг Оливье фон Валлис и генерал Вильгельм Рейнхард фон Нейпперг. Австрийская армия имела в общей сложности 40 000 солдат.
21 июля австрийцы расположились лагерем в Винче, недалеко от Гроцки (сейчас пригород Белграда). Они узнали, что сильная османская армия продвигается к Белграду. Поэтому имперские части в сопровождении кораблей на Дунае пошли им навстречу. Ошибка кавалерии, шедшей впереди, заставила их выбрать неверный путь. На рассвете австрийские войска заметили, что находятся в лощине между двумя высотами, покрытыми лесами, кустами, виноградниками. Началась битва со 100-тысячной османской армией великого визиря Иваза Мехмет-паши.
Не дожидаясь пехоты, первой атаковала имперская конница, которая, однако, была полностью разгромлена турецкой пехотой и артиллерией, расположенной на высотах. Когда австрийская пехота прибыла на поле боя, кавалерия уже была уничтожена. Большая часть прибывшей имперской пехоты с восьми часов пыталась покорить высоты на правом крыле, но это было тщетно до наступления темноты. Огня всего нескольких османских орудий на холмах было достаточно, чтобы уничтожить имперские австрийские части, действовавшие на неподходящей местности. К концу дня битва была практически проиграна. Командиры приказали отступать, сдерживая наступающих турок. Ночью австрийцы смогли отступить в сторону Белграда и укрыться в лагере.
Сразу после своего успеха османская армия начала осаду Белграда. Узнав о поражении, император немедленно попросил у султана мира любой ценой, который был заключен через два месяца в Белграде. Османская империя смогла вернуть почти все территории, завоеванные Австрией с 1718 года: Сербию, части Валахии, полосу земли в Боснии и возле Белграда.